# Кушнір Антон Сергійович
Анто́н Сергійович Кушнір (13 жовтня 1984, Червоноармійськ, нині Радивилів, Рівненська область, Українська РСР) — український та білоруський фристайліст, який виступає у повітряній акробатиці. Олімпійський чемпіон 2014. Володар Кубка світу 2009/2010 (виграв 4 етапи з 6, один раз зайняв друге місце і один раз третє), срібний призер загального заліку Кубка світу 2007/2008, переможець Кубка Європи-2004, олімпійський чемпіон у Сочі-2014.
Перший тренер — Галина Петрівна Досова. З 2002 року живе і тренується в Білорусі (в Мінську). В останні роки кар'єри виступав за «Динамо» (Мінськ).
Учасник Олімпійських ігор 2006 і 2010 років. На Олімпіаді-2010 в Ванкувері, будучи одним з головних фаворитів турніру, в кваліфікації лідирував після першого стрибка, але у другому невдало приземлився, в нього відстібнулась лижа і в результаті Кушнір показав тільки 21-й результат у другій спробі, не зумівши за сумою 2-х стрибків пробитися в число 12 фіналістів.
Золота медаль на Олімпіаді в Сочі 2014 року.
Переможець етапу Кубка світу з фристайлу 2016/2017 років (акробатика, 14 січня 2016 року).